# 전병덕
전병덕(全秉悳, 1925년 2월 10일 ~ 2019년 6월 23일)은 대한민국의 서울고등법원장을 역임한 법조인이다. 본관은 경산이며, 경상남도 밀양 출생이다.

## 생애
제2회 고등고시 사법과에 합격하여 서울민사지방법과 부산지방법원 춘천지방법원 수원지원 강릉지원 대구고등법원 서울고등법원 등에서 판사를 하다가 법원장으로 승진하여 청주지방법원장과 사법 사상 최초로 교통사고 전담 재판부를 설치하여 손해배상액의 균등화와 법관 전문화를 위해 노력했던 서울민사지방법원장에 재직하던 1981년 4월 20일에 서울고등법원장에 임명된 되었으며 1982년 8월 중순경 법관 정례 인사를 앞두고 공직에서 물러나 변호사 개업을 했다.

## 주요 판결
서울민사지방법원 7부 재판장으로 재직하던 1969년 6월 12일에 이율곡 사당 등 지상 건물을 철거하고 대지를 인도할 것을 청구한 소송에서 현장검증을 하여 이율곡 연고지가 분명하다고 했다. 10월 14일에 자신이 재산이 부정축재처리법과 부정축재 환수절차법에 따라 국가에 귀속된 삼성그룹 회장 이병철이 청구한 소송에서 원고 승소판결했다.
서울고등법원 형사부 판사로 재직하던 1970년 2월 17일에 홍콩에서 귀국할 때 녹용 100kg을 밀수하여 관세법위반으로 기소된 일신무역 대표에 대해 "여행자가 세관장이 지정한 장소인 세관 검사대에 휴대품을 올려놓으면 관세법상 적법한 수입이며 자진신고한 것으로 보아야 한다"며 무죄를 선고했으며 1970년 3월 27일에 국가를 변란할 목적으로 지하조직을 만들었다는 혐의로 구속기소되어 1심에서 무기징역에서 징역2년 집행유예5년의 유죄를 선고받은 22명의 피고인에 대한 국가보안법, 반공법 위반 사건에서 "피고인들이 경찰과 검찰에서 범행을 자백한 것은 임의성과 신빙성이 없음에도 이를 증거로 채택한 것은 증거채증법칙에 어긋난다"며 전원 무죄를 선고했다. 1970년 3월 4일에는 유럽 간첩단 사건으로 1심에서 사형을 선고받은 박노수, 김규남, 임문준에 대해 김규남 박노수에게 사형, 임문준에게 무기징역을 선고하면서 김희병에게 증거불충분으로 무죄, 조관팔 등 9명에 대해 양형부당을 이유로 원심을 깨고 집행유예를 선고했다.